# Новоселівська сільська рада (Березівський район)
Новосе́лівська сільська́ ра́да — колишня адміністративно-територіальна одиниця та орган місцевого самоврядування в Березівському районі Одеської області. Адміністративний центр — село Новоселівка.

## Загальні відомості
Новоселівська сільська рада утворена в 1926 році.
- Територія ради: 63,49 км²
- Населення ради: 1 879 осіб (станом на 2001 рік)

## Населені пункти
Сільській раді підпорядковані населені пункти:
- с. Новоселівка
- с. Зброжківка
- с. Новоподільське

## Населення
Згідно з переписом 1989 року населення села становило 2748 осіб, з яких 1203 чоловіки та 1545 жінок.
За переписом населення 2001 року в селі мешкало 1877 осіб.

### Мова
Розподіл населення за рідною мовою за даними перепису 2001 року:
| Мова       | Відсоток |
| ---------- | -------- |
| українська | 87,76 %  |
| російська  | 9,31 %   |
| вірменська | 1,12 %   |
| молдовська | 0,85 %   |
| болгарська | 0,32 %   |
| білоруська | 0,27 %   |
| польська   | 0,05 %   |

## Склад ради
Рада складається з 17 депутатів та голови.
- Голова ради: Якименко Юрій Леонтійович
- Секретар ради: Кондратова Наталія Георгіївна

### Керівний склад попередніх скликань
| Прізвище, ім'я, по батькові | Основні відомості                                                                       | Дата обрання | Дата звільнення |
| --------------------------- | --------------------------------------------------------------------------------------- | ------------ | --------------- |
| Якименко Юрій Леонтійович   | Сільський голова, 1963 року народження, освіта середня спеціальна, член Партії регіонів | 26.03.2006   | 31.10.2010      |
| Якименко Юрій Леонтійович   | Сільський голова, 1963 року народження, освіта середня спеціальна, член Партії регіонів | 31.10.2010   | 25.10.2020      |

Примітка: таблиця складена за даними сайту Верховної Ради України

### Депутати
За результатами місцевих виборів 2010 року депутатами ради стали:

#### За суб'єктами висування
| Суб'єкт висування                                       | Кількість обраних депутатів | %    |
| ------------------------------------------------------- | --------------------------- | ---- |
| Самовисування                                           | 14                          | 82,4 |
| Партія регіонів                                         | 2                           | 11,8 |
| Політична партія Всеукраїнське об'єднання «Батьківщина» | 1                           | 5,9  |

#### За округами
| № округу                                                | Прізвище, ім'я, по батькові       | Дата визнання обраним | Освіта             | Партійна приналежність                        | Відомості про обраного депутата                                   |
| ------------------------------------------------------- | --------------------------------- | --------------------- | ------------------ | --------------------------------------------- | ----------------------------------------------------------------- |
| Партія регіонів                                         |                                   |                       |                    |                                               |                                                                   |
| 15                                                      | Снігур Сергій Миколайович         | 02.11.2010            | вища               | член Партії регіонів                          | ВАТ «Міжрайзбут», контролер охоронець                             |
| 17                                                      | Войтенко Галина Анатоліївна       | 02.11.2010            | середня            | член Партії регіонів                          | Зброжківський сільський клуб, завідувачка                         |
| Політична партія Всеукраїнське об'єднання «Батьківщина» |                                   |                       |                    |                                               |                                                                   |
| 16                                                      | Корнієнко Олександр Олександрович | 02.11.2010            | вища               | член Всеукраїнського об'єднання «Батьківщина» | Одеська залізниця, охоронник                                      |
| Самовисування                                           |                                   |                       |                    |                                               |                                                                   |
| 1                                                       | Сновальчук Дмитро Сергійович      | 02.11.2010            | середня            | позапартійний                                 | ТОВ « Взліт», директор                                            |
| 2                                                       | Сновальчук Анатолій Сергійович    | 02.11.2010            | середня            | позапартійний                                 | ПП ім. Шевченка, водій                                            |
| 3                                                       | Житник Володимир Володимирович    | 02.11.2010            | вища               | позапартійний                                 | ТОВ «Колос — Агро», директор                                      |
| 4                                                       | Веретюк Ксенія Степанівна         | 02.11.2010            | середня            | позапартійна                                  | Новоселівська сільська рада, начальник військово-облікового столу |
| 5                                                       | Солдатова Світлана Степанівна     | 02.11.2010            | середня спеціальна | позапартійна                                  | Новоселівська загальноосвітня школа І-ІІ ст., завгосп             |
| 6                                                       | Гринишена Раїса Іванівна          | 02.11.2010            | вища               | позапартійна                                  | ТОВ ім. Шевченка, головний бухгалтер                              |
| 7                                                       | Кондрашова Наталія Георгіївна     | 02.11.2010            | середня спеціальна | позапартійна                                  | Новоселівська сільська рада, секретар                             |
| 8                                                       | Анацька Агафія Юхимівна           | 02.11.2010            | середня спеціальна | позапартійна                                  | пенсіонер                                                         |
| 9                                                       | Шевченко Олег Михайлович          | 02.11.2010            | середня спеціальна | позапартійний                                 | тимчасово не працює                                               |
| 10                                                      | Немодрук Микола Тихонович         | 02.11.2010            | середня спеціальна | позапартійний                                 | Раухівська загальноосвітня школа І-ІІІ ст., завгосп               |
| 11                                                      | Михальцева Тетяна Василівна       | 02.11.2010            | середня спеціальна | позапартійна                                  | Новоселівська сільська рада, головний бухгалтер                   |
| 12                                                      | Павліченко Сергій Олександрович   | 02.11.2010            | вища               | позапартійний                                 | Березівська державна сорто-випробувальна станця, директор         |
| 13                                                      | Буравецький Віктор Анатолійович   | 02.11.2010            | середня            | позапартійний                                 | тимчасово не працює                                               |
| 14                                                      | Кушнір Тетяна Петрівна            | 02.11.2010            | вища               | позапартійна                                  | Новоселівська загальноосвітня школа, вчитель                      |